# Daniel Tosh
Daniel Dwight Tosh (Boppard, 29 maggio 1975) è un comico, conduttore televisivo, attore e doppiatore statunitense.
È noto soprattutto per i suoi spettacoli comici e per la conduzione del programma televisivo Tosh.0, trasmesso da Comedy Central.

## Biografia
Tosh è nato a Boppard, nella Germania Ovest, ed è cresciuto a Titusville, nella Florida. Dopo essersi diplomato alla Astronaut High School nel 1993, ha frequentato l'University of Central Florida, laureandosi nel dicembre 1996 in marketing. Tra i suoi primi lavori c'è stato quello di operatore di telemarketing al Central Florida Research Park. In seguito si è trasferito a Los Angeles, anche se Tosh attribuisce la propria decisione di fare il comico all'essere cresciuto nella Florida.

### Carriera
Tosh ha iniziato a esibirsi nei comedy club poco dopo essersi laureato. Nel 1998 è apparso tra i "nuovi volti" al festival Just for Laughs di Montréal. Nel 2000 la sua esibizione presso il Théâtre Saint-Denis di Montréal è stata trasmessa in televisione. La prima grande occasione per la sua carriera è arrivata nel 2001, anno in cui si è esibito al Late Show with David Letterman. In seguito è apparso in programmi come The Tonight Show with Jay Leno, Jimmy Kimmel Live! e Premium Blend di Comedy Central. Ha poi condotto uno spettacolo comico locale nella Florida intitolato Tens, e ha partecipato come portavoce agli spot di Taco Bell. È stato anche ospite regolare di programmi radiofonici come The Bob & Tom Show, Loveline e Kevin and Bean.
Nel 2003 si è esibito in un proprio speciale comico di 30 minuti nel Comedy Central Presents. Il 17 giugno 2007 Comedy Central ha trasmesso il suo primo spettacolo di stand-up comedy, dal titolo Daniel Tosh: Completely Serious.
Il suo secondo spettacolo, Daniel Tosh: Happy Thoughts, è andato in onda su Comedy Central il 6 marzo 2011, ed è stato seguito da 3,25 milioni di telespettatori.
Il 5 giugno 2009 ha debuttato su Comedy Central il suo programma televisivo Tosh.0, che presenta videoclip provenienti da Internet. L'umorismo di Tosh, che si serve di battute politicamente scorrette, è stato descritto come "spingitore dei limiti".
Dal 2012, Tosh presta la propria voce al personaggio di Malloy nella serie animata Brickleberry di Comedy Central, della quale è anche uno dei produttori esecutivi.

## Spettacoli comici
- Comedy Central Presents: Daniel Tosh (2003)
- Daniel Tosh: Completely Serious (2007)
- Daniel Tosh: Happy Thoughts (2011)

## Tour
- Tosh Tour Twenty Ten (2010)
- Tosh Tour On Ice (2011)
- Tosh Tour Twenty Twelve (2012)
- Tosh Tour June Gloom (2013)

## Filmografia

### Attore
- Sins of the City – serie TV, episodio 1x13 (1998)
- Love Guru (The Love Guru), regia di Marco Schnabel (2008)

### Doppiatore
- The Life & Times of Tim – serie animata, episodio 1x10 (2008)
- Brickleberry – serie animata, 22 episodi (2012-2013)

## Doppiatori italiani
Da doppiatore è sostituito da:
- Alessio Cigliano in Brickleberry, Paradise Police